# Mezmerize
Mezmerize (von englisch to mesmerize: faszinieren) ist das vierte Studioalbum der US-amerikanischen Metal-Band System of a Down. Es erschien am 17. Mai 2005 und ist der erste Teil eines Doppelalbums, das mit Hypnotize im Herbst 2005 abgeschlossen wurde.
Mezmerize wurde zu einem kommerziellen Erfolg und führte zu positiven Reaktionen bei Kritikern.

## Entstehung
Nachdem System of a Down mit Steal This Album! 2002 eine Reihe von unveröffentlichten Liedern aus den Toxicity-Aufnahmen veröffentlicht hatten, wendeten sich die vier Bandmitglieder eigenen Projekten zu. Anfang Mai 2004 wurde bekannt, dass die Band plane, den Nachfolger von Steal this Album! aufzunehmen. Zu diesem Zeitpunkt waren System of a Down bereits damit beschäftigt, die Prä-Produktion für das noch unbetitelte Album zu beenden. Die Band zog Anfang Juli desselben Jahres zusammen mit Produzent Rick Rubin in ein kalifornisches Studio ein, um mit den Aufnahmen zu beginnen, die bis November andauerten. Einige der geschriebenen Lieder waren zum Zeitpunkt der Aufnahmen bereits mehrere Jahre alt. Gitarrist Daron Malakian erklärte die Verfahrensweise von System of a Down bei der Produktion folgendermaßen:

“We'll play a song through and record it, listen to it and decide what could make it even better — repeat a chorus, simple rearrangement, we all spark off of each other. Some of the new songs have really great moments — we want to make the entire song a really great moment.”

„Wir werden einen Song spielen und aufnehmen, anhören und entscheiden, was ihn möglicherweise besser machen könnte – einen Refrain wiederholen, einfache Änderungen, wir alle regen uns gegenseitig an. Einige der neuen Songs beinhalten wirklich großartige Momente – Wir wollen aus dem gesamten Song einen großartigen Moment machen.“

Ende August 2004 wurde eine geplante Veröffentlichung des Albums im Herbst desselben Jahres bekannt gegeben. Seit diesem Zeitpunkt wurde der geplante Veröffentlichungstermin mehrfach verschoben: Nachdem ein Erscheinen des Tonträgers im Dezember 2004 nicht zustande gekommen war, wurde auch der darauffolgende Erscheinungstermin, der 18. Januar 2005, verworfen. Während der Verschiebung dieser Termine meldete der Fernsehsender MTV, dass die Band nicht ein, sondern zwei Alben zeitversetzt veröffentlichen werde. Nach Angaben von Sänger Tankian war dies keineswegs geplant gewesen. Als die Band damit beschäftigt war, die 14 besten Lieder für das Album auszusuchen, stellte sich heraus, dass man genügend „großartige“ Stücke für zwei Alben hatte. Rückblickend erklärte Tankian weiterhin, dass man den Käufern Zeit geben wollte, sich mit den Songs auseinanderzusetzen. In einem Interview legte er die Kriterien bei der Verteilung der Lieder auf die beiden Alben dar: „[…]Es ging darum, welche Songs gut miteinander funktionieren. Einige fantastische Songs haben wir ganz herausgelassen[…]. Das wichtige ist der Fluss einer Platte, ein Album hängt nicht nur von den Songs selbst ab. Sie müssen gut miteinander tanzen. Das war auch unser Grundprinzip.“
Vier Monate vor der endgültigen Veröffentlichung, im Januar 2005, wurde der Track „Cigaro“ als freier Download im Internet zugänglich gemacht.

## Titelliste

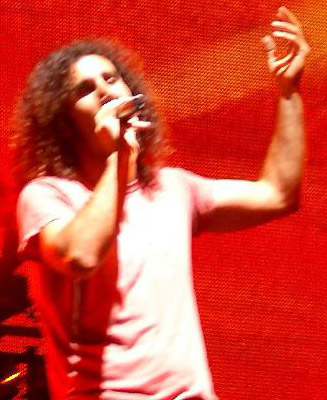
Sänger Serj Tankian (2006)

1. Soldier Side – Intro – 1:03 (Text: Daron Malakian / Musik: Daron Malakian)
2. B.Y.O.B. (Bring your own Bombs) – 4:15 (Text: Daron Malakian und Serj Tankian / Musik: Daron Malakian)
3. Revenga – 3:48 (Text: Daron Malakian und Serj Tankian / Musik: Daron Malakian)
4. Cigaro – 2:11 (Text: Daron Malakian und Serj Tankian / Musik: Daron Malakian)
5. Radio/Video – 4:13 (Text: Daron Malakian / Musik: Daron Malakian)
6. This Cocaine Makes Me Feel Like I’m on This Song – 2:08 (Text: Daron Malakian und Serj Tankian / Musik: Daron Malakian)
7. Violent Pornography – 3:31 (Text: Daron Malakian / Musik: Daron Malakian)
8. Question! – 3:20 (Text: Serj Tankian / Musik: Daron Malakian und Serj Tankian)
9. Sad Statue – 3:27 (Text: Daron Malakian und Serj Tankian / Musik: Daron Malakian)
10. Old School Hollywood – 2:56 (Text: Daron Malakian / Musik: Daron Malakian)
11. Lost in Hollywood – 5:20 (Text: Daron Malakian und Serj Tankian / Musik: Daron Malakian)

## Stil

### Musik
Wie bereits auf den Vorgängeralben vermischen System of a Down auch auf Mezmerize Elemente von Heavy Metal, Nu Metal und Alternative Metal mit verschiedenen anderen Einflüssen. Daron Malakian nannte vor der Veröffentlichung von Mezmerize Einflüsse von Interpreten wie Kraftwerk, Darkthrone, The Beach Boys und The Zombies. Die musikalischen Elemente auf dem Tonträger reichen von dynamischem Gitarrenspiel in Kombination mit begleitendem Schlagzeug bis hin zu Armenischer Folklore und der Verwendung von elektronischen Elementen. Einen weitgehenden Unterschied zu den Vorgängern stellt der Gesang von Gitarrist Malakian dar: Während auf Toxicity die meisten Lieder von Serj Tankian gesungen wurden, teilt sich dieser auf Mezmerize den Gesang mit Malakian. Einige Lieder werden sogar fast vollständig von Daron Malakian vorgetragen. Das Bassspiel von Shavo Odadjian hingegen ist, während es auf älteren Stücken der Band wie Sugar großen Anteil hatte, auf dem Album nur noch spärlich vorhanden.

### Artwork
Auf dem Cover von Mezmerize ist eine Art Figur auf schwarzem Hintergrund zu sehen. Die Figur selbst ist in Sandfarben, also in helleren Brauntönen, gehalten. Während die untere Hälfte der Figur drei Gesichtsausschnitte zeigt, von denen zwei auf dem Kopf stehen, nimmt der eigentliche Kopf der Figur den oberen Teil ein. Dabei unterscheiden sich die Augen farblich vom Rest der Figur, da die Iris in einem Rot-Ton gehalten ist. Auf der Stirn der Figur ist eine Uhr mit Römischen Zahlen zu sehen, von der sieben Fäden herunterführen, an denen durchsichtige Kugeln befestigt sind.
Das gesamte Artwork wurde von Vartan Malakian, dem Vater von Bandmitglied Daron Malakian, entworfen. Auf der CD sind die Zahlen von eins bis zwölf in Indisch-arabischen Ziffern wie bei einer Uhr um den Mittelpunkt herum angeordnet. Die Zahlen sowie der Hintergrund sind in Rot- und Weiß-Tönen gefärbt. Die restliche CD-Verpackung ist größtenteils in Violett, Rot und Weiß gestaltet. Mehrmals werden Augen angedeutet. Einen Teil der CD-Hülle von Hypnotize, dem Nachfolger von Mezmerize, kann man in eine Öffnung der CD-Verpackung von Mezmerize schieben, womit beide Alben verbunden werden.
Das zugehörige Booklet unterscheidet sich farblich von der Verpackung. Die Seiten, auf denen die Liedtexte abgedruckt sind, sind dunkelgrau beziehungsweise schwarz gestaltet. Auf zwei anderen Seiten wird abermals ein Auge angedeutet. Die Iris wird von den auf der CD abgedruckten Zahlen umrandet. Die Schrift im Booklet ist mit Tinte aus Sojabohnen gedruckt. Weiterhin wurde für die Herstellung Chlorfreies Papier verwendet.

## Rezeption

### Kritiken
Die Mehrheit der Fachpresse bewertete Mezmerize positiv. Mehrfach wurde die Kreativität von System of a Down bezüglich der verschiedenen musikalischen Einflüsse gelobt. Dagegen rief die Entscheidung der Band, das Album mit einer Spieldauer von unter 40 Minuten zu veröffentlichen, unterschiedliche Reaktionen hervor.
Als Beleg für die positive Resonanz kann der US-amerikanische Internetdienst Metacritic genommen werden: Aus 19 englischsprachigen Rezensionen errechnete die Website einen Metascore von 85 Punkten, wobei die mögliche Gesamtpunktzahl 100 Punkte betrug. Diese Punktzahl entspricht nach dem Klassifizierungssystem von Metacritic einer Einstufung als „allgemein kritisch gewürdigt.“. Johnny Loftus vom Allmusic Guide beschrieb die Gesangswechsel auf Mezmerize zwischen Frontmann Tankian und Gitarrist Malakian als Nervenkitzel und war der Meinung, dass beide sich gegenseitig anspornen würden. Er sah ihren Gesang weiterhin als Beitrag dazu, dass „Revenga“ ein „wahrheitsgemäß wilder Epos“ sei. In einer Rezension von Caroline Sullivan von der Zeitschrift The Guardian war die Autorin der Auffassung, dass die musikalischen Einflüsse außerhalb des Metals Mezmerize „seinen Schwung“ geben würden. David Fricke schrieb in seiner Kritik im Rolling Stone, dass das Album in seinen besten Momenten, eine „ergreifende Konfrontation“ einer Nation sei, die „sich selbst in Wut, Angst und Schuld zerreißen würde.“
Auch deutschsprachige Medien verfassten positive Rezensionen zu der Veröffentlichung. Die Redaktion des Metal Hammer kürte Mezmerize zum Album des Monats. Nach Meinung von Rezensent Matthias Weckmann würden die Feinarbeiten und kleinen Arrangements Mezmerize so wert- und eindrucksvoll machen. Er verglich weiterhin das Lied „Question!“ mit dem Lied „Chop Suey!“, einer der bekanntesten Songs von System of a Down, und lobte den Übergang vom aggressiven Stück „Cigaro“ zum folkloristischen „Radio/Video“. Auch Benjamin Fuchs von Laut.de beurteilte die Arrangements auf dem Tonträger positiv und erwähnte in diesem Zusammenhang, dass „Alles was diese Band ausgemacht hat“ auf Mezmerize enthalten sei. Weiterhin seien die Gegensätze stärker herausgearbeitet und wo der Vorgänger Steal this Album! Schwächen zeige, „finden sich auf „Mezmerize“ fast nur Titel der Güteklasse A.“. Weitere auf härtere Rockmusik spezialisierte Medien betonten, „dass jeder Song ein absoluter Ohrwurm ist“ (Vampster) beziehungsweise „[alle] elf vielseitige und doch supereingängige Monstersongs mit Killer-Hooklines, eben ganz so wie bei ‚Toxicity‘“ (Powermetal.de) seien. Rock-Hard-Redakteur Michael Rensen formulierte in seiner Kritik einige von seinen Kollegen positiv bewertete Erscheinungen auf Mezmerize aus:

„Mezmerize enthält ausschließlich Hits von ´Chop Suey!´-Format, makellose, zutiefst eigenständige und sofort zentimetertief unter die Haut gehende Ohrwürmer voller zauberhafter Melodien, perfekt ausbalancierter Laut/leise-Überfälle und von Rick Rubin grandios montierter Klang-Arrangements“

Die medialen Reaktionen beschränkten sich jedoch nicht nur auf Fachzeitschriften: Die Süddeutsche Zeitung meinte zwar, dass die Verarbeitung verschiedener, musikalischer Einflüsse nicht mehr überrasche, dennoch zeigte sich Verfasserin Caroline Daamen über Lieder wie „Revenga“, „Violent Pornography“, „Question!“ oder „Lost in Hollywood“ erfreut. Die deutsche Website Metal.de vergab der Veröffentlichung zwar acht von zehn Punkten, kritisierte allerdings Daron Malakians hohen Anteil am Gesang, da Sänger Serj Tankian eine „emotionale“ und „geniale“ Stimme hätte. Darüber hinaus widersprach man Medien wie Rock Hard oder Vampster, da „kein durchschlagendes „Suite-Pee“, kein „War?“, kein „Deer Dance“ und auch kein „Chop Suey“ wiederzufinden“ sei.
Mezmerize ist in einer Reihe von unterschiedlichen Bestenlisten zu finden. So wählten die Leser des E-Zine Plattentests.de das Album auf Platz 10 der besten Alben des Jahres 2005. Bei einer Abstimmung der Autoren des schwedischen Magazines Close-Up wurde Mezmerize auf Platz eins der „Top Metal/Hardcore Albums Of 2005“ gewählt. Im Dezember 2005 veröffentlichte das Plattenlabel Roadrunner Records Favoritenlisten von neun Musikern bezüglich des besten Albums 2005. Chris Spicuzza, Mitglied der Gruppe Chimaira, platzierte Mezmerize auf Platz 9. Für Phil Demmel von Machine Head stellte das Album sogar das beste des Jahres dar. Auch die Redaktion der deutschen Ausgabe des Rock Hard würdigte Mezmerize: Bei der Platzierung der besten Alben aller Zeiten setzten es die Redakteure auf Rang 23.

### Verwendung
Für ihren 2006 erschienenen Dokumentarfilm Screamers, der die Thematik des Völkermordes an den Armeniern aufgreift, stellten System of a Down zwölf Lieder zur Verfügung. Darunter waren auch die auf Mezmerize erschienenen Titel Cigaro und B.Y.O.B. Letzterer ist auch auf dem Videospiel Guitar Hero World Tour enthalten.

### Auszeichnungen
Bei der Echoverleihung 2006 wurden System of a Down für Mezmerize in der Kategorie „Künstler/Künstlerin/Gruppe des Jahres Rock/Alternative (international)“ ausgezeichnet. Damit konnte sich die Band gegen Künstler wie die Foo Fighters oder Audioslave durchsetzen. Auch bei den MTV Europe Music Awards 2005 wurden System of a Down mit einer Auszeichnung honoriert: Gegen Interpreten wie die White Stripes oder Bloc Party setzte man sich in der Rubrik „Best Alternative“ durch. Die Zeitschrift Kerrang verlieh im Sommer 2005 die jährlichen „Kerrang Awards“, bei denen System of a Down fünf Mal nominiert waren, jedoch erfolglos blieben. Weiterhin folgten zahlreiche Auszeichnungen und Nominierungen bei internationalen Musikpreisen für die Singleauskopplung „B.Y.O.B.“.
Das deutsche Magazin Visions führte im Frühjahr 2017 das Album in ihrer Liste der 66+6 besten Metal-Alben des dritten Jahrtausends.

## Kommerzieller Erfolg

### Chartplatzierungen
Mezmerize schaffte es in zwölf Ländern, unter anderem in Deutschland, Österreich und der Schweiz, auf Platz eins der Hitparaden. Im deutschsprachigen Raum hielt es sich bis zu 31 Wochen in den Charts, in den Vereinigten Staaten von Amerika sogar knapp ein Jahr.
| ChartsChartplatzierungen       | Höchstplatzierung | Wochen |
| ------------------------------ | ----------------- | ------ |
| Deutschland (GfK)              | 1 (22 Wo.)        | 22     |
| Österreich (Ö3)                | 1 (31 Wo.)        | 31     |
| Schweiz (IFPI)                 | 1 (20 Wo.)        | 20     |
| Vereinigte Staaten (Billboard) | 1 (44 Wo.)        | 44     |
| Vereinigtes Königreich (OCC)   | 2 (15 Wo.)        | 15     |

| ChartsJahrescharts (2005)      | Platzierung |
| ------------------------------ | ----------- |
| Deutschland (GfK)              | 25          |
| Österreich (Ö3)                | 24          |
| Schweiz (IFPI)                 | 46          |
| Vereinigte Staaten (Billboard) | 32          |

### Auszeichnungen für Musikverkäufe
Bereits innerhalb eines Jahres wurde Mezmerize in Deutschland, Österreich und der Schweiz mit der Goldenen Schallplatte ausgezeichnet. In den Vereinigten Staaten von Amerika wurde der Band sogar Doppel-Platin verliehen, nachdem dort über zwei Millionen Exemplare des Tonträgers abgesetzt wurden. Auch in Australien wurde das Album mit der Platin-Schallplatte zertifiziert. 2007 wurde Mezmerize in Kanada sogar dreifach mit der Auszeichnung versehen, allerdings waren für die Zertifikation nur 300.000 verkaufte Einheiten nötig.
Bereits in der ersten Verkaufswoche wurden über 800.000 Exemplare verkauft, davon allein 450.000 in den Vereinigten Staaten von Amerika. Die Erwartungshaltung der Plattenfirma Sony lag bei über einer halben Million verkauften Einheiten, allerdings ist nicht bekannt, ob sich diese Angabe nur auf den US-amerikanischen oder auf den weltweiten Markt bezog.
| Land/Region                  | Auszeichnungen für Musikverkäufe (Land/Region, Auszeichnung, Verkäufe) | Verkäufe  |
| ---------------------------- | ---------------------------------------------------------------------- | --------- |
| Argentinien (CAPIF)          | Gold                                                                   | 20.000    |
| Australien (ARIA)            | Platin                                                                 | 70.000    |
| Belgien (BRMA)               | Gold                                                                   | 15.000    |
| Brasilien (PMB)              | Gold                                                                   | 50.000    |
| Dänemark (IFPI)              | Platin                                                                 | 20.000    |
| Deutschland (BVMI)           | 3× Gold                                                                | 300.000   |
| Finnland (IFPI)              | Platin                                                                 | 33.068    |
| Frankreich (SNEP)            | Gold                                                                   | 100.000   |
| Griechenland (IFPI)          | Gold                                                                   | 10.000    |
| Irland (IRMA)                | Platin                                                                 | 15.000    |
| Italien (FIMI)               | Gold                                                                   | 25.000    |
| Kanada (MC)                  | 3× Platin                                                              | 300.000   |
| Neuseeland (RMNZ)            | Platin                                                                 | 15.000    |
| Österreich (IFPI)            | Gold                                                                   | 20.000    |
| Schweiz (IFPI)               | Gold                                                                   | 20.000    |
| Vereinigte Staaten (RIAA)    | 2× Platin                                                              | 2.000.000 |
| Vereinigtes Königreich (BPI) | Platin                                                                 | 300.000   |
| Insgesamt                    | 9× Gold · 12× Platin ·                                                 | 3.313.068 |

## Singles und Musikvideos

### B.Y.O.B.

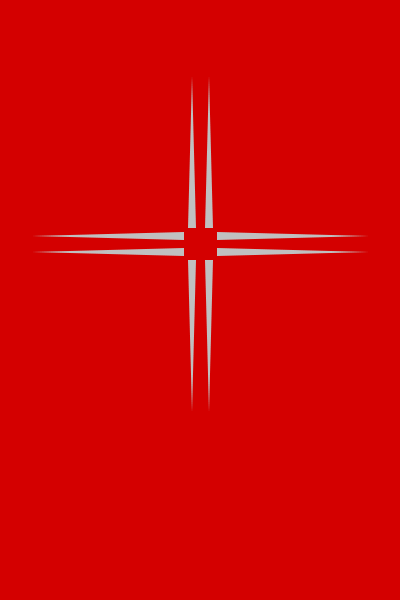
Flagge der Soldaten im Musikvideo B.Y.O.B.

Im Februar 2005 wurde das Lied „B.Y.O.B.“ als erste Singleauskopplung bekannt gegeben. „B.Y.O.B.“ stieg in den US-amerikanischen Charts bis auf Platz 27 und hielt sich 20 Wochen. Es ist damit das erfolgreichste Lied der Band in den Billboard Hot 100. Nachdem bereits Ende Oktober 2005 500.000 Einheiten in den Vereinigten Staaten abgesetzt wurden, betrug im Juli 2007 die abgesetzte Stückzahl das Doppelte. Dementsprechend wurde „B.Y.O.B.“ von der Recording Industry Association of America zu diesem Zeitpunkt mit der Platin-Schallplatte zertifiziert.
Bei den MTV Video Music Awards 2005 waren System of a Down für das Musikvideo von „B.Y.O.B.“ in der Kategorie „Best Art Direction in a Video“ nominiert, die Auszeichnung ging allerdings an Gwen Stefani. Eine weitere – erfolglose – Nominierung fand bei den „Kerrang Awards“ statt: Sowohl die Single als auch das Musikvideo waren in den zugehörigen Kategorien vertreten, wie auch bei den MTV Video Music Awards reichte es für System of a Down allerdings nicht für eine Auszeichnung. Dafür wurde die Single bei den Grammy Awards 2006 in der Rubrik „Best Hardrock Performance“ ausgezeichnet. Es war das erste Mal, dass System of a Down einen Grammy Award verliehen bekamen.
Das dazugehörige Musikvideo zeigt zu Beginn eine Menge dunkel gekleideter Soldaten aufmarschieren. Die Soldaten tragen Helme, auf deren Visieren Wörter wie „Buy“ (kaufen), „Die“ (Sterben) und „Truth“ (Wahrheit) leuchten. Inmitten der Menge von Soldaten sind System of a Down beim Spielen des Liedes zu sehen. Nach einer Weile wechselt die Sequenz und eine zweite Handlung ist zu sehen. Diese zeigt die Band beim fiktiven Besuch eines Art Clubs, indem sich hauptsächlich tanzende Leute aufhalten. Nachdem zwischenzeitlich die Sequenz zurück zu den aufmarschierenden Soldaten gewechselt ist, sieht man System of a Down erneut im Club. Dort spielen sie den Song vor den restlichen Besuchern des Clubs. Irgendwann stürmen Soldaten den Club und unter den Gästen bricht Panik aus. Nachdem die Sequenz ein zweites Mal wechselt, sieht man die Band ein weiteres Mal im Club auftreten. Dort haben sich die Soldaten in die Reihen der Zuschauer gestellt. Auffällig ist, dass das Publikum sich nun äußerst ruhig verhält während des Auftritts der Band. Des Weiteren sieht man zwischenzeitlich Zivilisten, die die Helme der Soldaten tragen, auf den Visieren sind allerdings andere Motive dargestellt. Am Ende des Videos sieht man auch die Bandmitglieder mit den Helmen.
Am 12. Juli 2005 versteigerten System of a Down ein Exemplar der Uniform, die im Musikvideo von den Soldaten getragen wird, über das Internetauktionshaus eBay. Der Startpreis lag bei 250 US-Dollar, die Einnahmen der Auktionen gingen an das Veteranen-Krankenhaus des Kriegsveteranenministerium der Vereinigten Staaten.

### Question!
Als zweite Singleauskopplung wurde das Lied „Question!“ Ende Juni 2005 bekanntgegeben. Nach der Veröffentlichung am 19. Juli 2005 stieg es auf Platz 41 der britischen Singlecharts, konnte sich dort allerdings nur eine Woche lang halten.
Das Musikvideo wurde Anfang Juli 2005 in Los Angeles gedreht. Regie führten Regisseur Howard Greenhalgh und Bandmitglied Shavo Odadjian. Odadjian hatte bereits die Musikvideos zu zwei früheren Singles von System of a Down, „Toxicity“ und „Aerials“, gedreht. Die Premiere des Videos fand zu Beginn des folgenden Monats in der Fernsehsendung Headbangers Ball auf MTV2 statt. Der Inhalt des Videos basiert auf einem Traum von Shavo Odadjian und ist teilweise surreal.
Die ersten Momente des Videos werden nicht von Musik begleitet. Sie zeigen eine kleine Gestalt, die einen auf einem Zaun sitzenden, roten Vogel mit einer Steinschleuder abschießt. Während die Gestalt auf das Tier zielt, setzt die musikalische Untermalung in Form des Liedes ein. Danach sieht man an einem anderen Ort System of a Down das Stück vor einer Theaterbühne spielen. Auf der Bühne wird ein Theaterstück aufgeführt, in dem hauptsächlich ein junger Protagonist und eine junge Protagonistin zu sehen sind. Wenn die Handlung der Theateraufführung zu sehen ist, nehmen die Theaterszenen das gesamte Video ein. Teilweise wechselt das Video zwischen den spielenden Mitgliedern der Band und dem Theaterstück. Gegen Ende des Musikvideos stirbt die Protagonistin. Zum Schluss werden einzelne Bilder aus dem Musikvideo reflektiert.